# 1990년 오리콘 1위 싱글 목록
일본에서 한 주간 가장 많이 팔린 싱글은 오리콘 주간 차트에 실리며, 이 차트는 오리콘이 발행하는 잡지 《오리스타》에 개제된다. 판매량은 한 주 동안의 각 싱글의 판매량을 기준으로 오리콘이 종합한다.

## 차트 기록
| 발행일    | 싱글                                    | 가수              | 참고                                 |
| --------- | --------------------------------------- | ----------------- | ------------------------------------ |
| 1월 1일   | 「クリスマス・イブ」                    | 야마시타 타츠로   |                                      |
| 1월 8일   | (미발표)                                | (미발표)          |                                      |
| 1월 15일  | 「クリスマス・イブ」                    | 야마시타 타츠로   | 3주 연속                             |
| 1월 22일  | 「くちびるから媚薬」                    | 쿠도 시즈카       |                                      |
| 1월 29일  | 「Midnight Taxi」                       | 나카야마 미호     |                                      |
| 2월 5일   | 「悪の華」                              | BUCK-TICK         | 1990년 2월 1위                       |
| 2월 12일  | 「くちびるから媚薬」                    | 쿠도 시즈카       | 통산 2주                             |
| 2월 19일  | 「荒野のメガロポリス」                  | 히카루GENJI       |                                      |
| 2월 26일  | 「NO TITLIST」                          | 미야자와 리에     |                                      |
| 3월 5일   | 「今すぐKiss Me」                       | LINDBERG          | 1990년 3월 1위                       |
| 3월 12일  | 「見逃してくれよ!」                     | 코이즈미 쿄코     |                                      |
| 3월 19일  | 「今すぐKiss Me」                       | LINDBERG          | 통산 2주                             |
| 3월 26일  | 「1990」                                | COMPLEX           |                                      |
| 4월 2일   | 「今すぐKiss Me」                       | LINDBERG          | 통산 3주                             |
| 4월 9일   | 「Sexy Music」                          | Wink              | 2주 연속, 1990년 4월 1위             |
| 4월 16일  | 「Sexy Music」                          | Wink              | 2주 연속, 1990년 4월 1위             |
| 4월 23일  | 「浪漫飛行/ジェットストリーム浪漫飛行」 | 고메고메 CLUB     |                                      |
| 4월 30일  | 「OH YEAH!」                            | 프린세스 프린세스 | 2주 연속, 1990년 5월 1위             |
| 5월 7일   | 「OH YEAH!」                            | 프린세스 프린세스 | 2주 연속, 1990년 5월 1위             |
| 5월 14일  | 「さよなら人類/らんちう」               | 타마              |                                      |
| 5월 21일  | 「千流の雫」                            | 쿠도 시즈카       |                                      |
| 5월 28일  | 「JEALOUSYを眠らせて」                  | 히무로 교스케     | 1990년 6월 1위                       |
| 6월 4일   | 「PURE GOLD」                           | 야자와 에이키치   |                                      |
| 6월 11일  | 「JEALOUSYを眠らせて」                  | 히무로 교스케     | 통산 2주                             |
| 6월 18일  | 「さよなら人類/らんちう」               | 타마              | 통산 2주                             |
| 6월 25일  | 「太陽のKomachi Angel」                 | B'z               |                                      |
| 7월 2일   | 「にちようび」                          | JITTERIN'JINN     |                                      |
| 7월 9일   | 「おどるポンポコリン」                  | B.B.퀸즈          | 1990년 1위 1990년 7월·9월 1위        |
| 7월 16일  | 「THE POINT OF LOVERS' NIGHT」          | TM NETWORK        |                                      |
| 7월 23일  | 「おどるポンポコリン」                  | B.B.퀸즈          | 통산 2주                             |
| 7월 30일  | 「Dear Friend」                         | 나카모리 아키나   |                                      |
| 8월 6일   | 「情熱の薔薇」                          | THE BLUE HEARTS   | 1990년 8월 1위                       |
| 8월 13일  | 「Dear Friend」                         | 나카모리 아키나   | 통산 2주                             |
| 8월 20일  | 「おどるポンポコリン」                  | B.B.퀸즈          | 통산 3주                             |
| 8월 27일  | 「CO CO RO」                            | 히카루GENJI       |                                      |
| 9월 3일   | 「おどるポンポコリン」                  | B.B.퀸즈          | 4주 연속, 통산 7주                   |
| 9월 10일  | 「おどるポンポコリン」                  | B.B.퀸즈          | 4주 연속, 통산 7주                   |
| 9월 17일  | 「おどるポンポコリン」                  | B.B.퀸즈          | 4주 연속, 통산 7주                   |
| 9월 24일  | 「おどるポンポコリン」                  | B.B.퀸즈          | 4주 연속, 통산 7주                   |
| 10월 1일  | 「私について」                          | 쿠도 시즈카       |                                      |
| 10월 8일  | 「TIME TO COUNT DOWN」                  | TM NETWORK        | 1990년 10월 1위                      |
| 10월 15일 | 「Easy Come, Easy Go!」                 | B'z               | 3주 연속                             |
| 10월 22일 | 「Easy Come, Easy Go!」                 | B'z               | 3주 연속                             |
| 10월 29일 | 「Easy Come, Easy Go!」                 | B'z               | 3주 연속                             |
| 11월 5일  | 「愛しい人よGood Night...」             | B'z               | 1990년 11월 1위                      |
| 11월 12일 | 「笑ってよ」                            | 히카루GENJI       |                                      |
| 11월 19일 | 「水に挿した花」                        | 나카모리 아키나   |                                      |
| 11월 26일 | 「サイレント・イヴ」                    | 카라시마 미도리   |                                      |
| 12월 3일  | 「ジュリアン」                          | 프린세스 프린세스 |                                      |
| 12월 10일 | 「サイレント・イヴ」                    | 카라시마 미도리   | 2주 연속, 통산 3주                   |
| 12월 17일 | 「サイレント・イヴ」                    | 카라시마 미도리   | 2주 연속, 통산 3주                   |
| 12월 24일 | 「愛は勝つ」                            | KAN               | 7주 연속, 1990년 12월·1991년 1월 1위 |
| 12월 31일 | 「愛は勝つ」                            | KAN               | 7주 연속, 1990년 12월·1991년 1월 1위 |

## 연간 TOP 10
※ 집계: 1989년 12월 4일 - 1990년 11월 26일
- 1위: B.B.퀸즈 「おどるポンポコリン」
- 2위: 고메고메 CLUB 「浪漫飛行／ジェットストリーム浪漫飛行」
- 3위: LINDBERG 「今すぐKiss Me」
- 4위: 타마 「さよなら人類／らんちう」
- 5위: 프린세스 프린세스 「OH YEAH!」
- 6위: 나카모리 아키나 「Dear Friend」
- 7위: THE BLUE HEARTS 「情熱の薔薇」
- 8위: 쿠도 시즈카 「くちびるから媚薬」
- 9위: 사잔 올 스타즈 「真夏の果実」
- 10위: 다이애나 로스 「If We Hold on Together」